# Gersrod
Schletzenhausen / Gersrod is een plaats in de Duitse gemeente Hosenfeld, deelstaat Hessen, en telt 72 inwoners (2005).